# محمدية (قزوين)
محمديه (بالفارسية: محمدیه) هي مدينة تقع في إيران في قزوين. يقدر عدد سكانها بـ 41,766 نسمة .